# Sibyle Veil
Pour les articles homonymes, voir Veil et Petitjean.
Sibyle Veil, née le 26 septembre 1977 à Langres (Haute-Marne), est une haute fonctionnaire française.
Elle a été désignée présidente-directrice générale de Radio France le 12 avril 2018 par le Conseil supérieur de l'audiovisuel (CSA) et reconduite pour un second mandat de 5 ans en décembre 2022 par l'ARCOM (ex CSA).

## Biographie

### Famille
Sibyle Veil est née Sibyle Petitjean le 26 septembre 1977 à Langres. Son père est ingénieur, sa mère est psychologue. Elle a passé une grande partie de sa jeunesse à Dijon. En 2006, elle épouse Sébastien Veil, petit-fils de Simone Veil,,. Ils ont trois enfants.

### Formation
Elle est diplômée de Sciences Po Paris, titulaire d'un diplôme d'études approfondies en science politique et ancienne élève de l'École nationale d'administration de la promotion Léopold Sédar Senghor (2004) (aux côtés, entre autres, d'Emmanuel Macron, Sébastien Proto, Amélie Verdier et Boris Vallaud),,. Elle est aussi titulaire d’un DEA de Politiques européennes, qu’elle a obtenu à l’université Paris III en 2000.

### Carrière dans la fonction publique
Sortie parmi les premières du concours de l'École nationale d'administration (ENA) elle choisit d'intégrer le Conseil d'État,, en tant qu'auditeur et puis maitre des requêtes entre 2004 et 2007.
À l'occasion de la campagne présidentielle de 2007, elle s'engage aux côtés de Nicolas Sarkozy et participe à sa réflexion sur des sujets sociétaux comme l'environnement, la santé, la politique familiale et la condition féminine. Intégrée à l'équipe du nouveau président, elle devient conseillère au cabinet du président de la République chargée du Travail, de la Santé et du Logement,. Elle suit pendant trois ans, au côté de Raymond Soubie, les grandes réformes sociales du début du quinquennat (représentativité des partenaires sociaux, revenu de solidarité active…) et les négociations menées avec les partenaires sociaux (« Agenda social »).

#### AP-HP
En 2010, Mireille Faugère la fait entrer à l'Assistance publique - Hôpitaux de Paris (AP-HP), où elle travaille avec Martin Hirsch sur un programme de transformation de ses 37 hôpitaux dans le contexte tendu des restructurations hospitalières. Membre du comité de direction de l’établissement, directrice de la transformation, elle y anime la réflexion stratégique et y organise le déploiement de programmes de transformation dans les hôpitaux.

#### Radio France

##### 2015 – 2018: Directrice déléguée chargée des opérations et des finances de Radio France
Recrutée à Radio France pour remplacer Catherine Sueur à l'issue de la grève du printemps 2015, elle devient directrice déléguée chargée des opérations et des finances, sous la présidence de Mathieu Gallet. Elle réhabilite la Maison de la Radio avec Sidonie Guénin, qu’elle nomme en février 2018 en tant que Directrice de la réhabilitation,,.

##### 2018 – 2022: Premier mandat en tant que Présidente Directrice Générale
Elle  devient présidente-directrice générale de Radio France le 12 avril 2018, à la suite du départ de Mathieu Gallet démis de ses fonctions par le Conseil supérieur de l'audiovisuel (CSA),. Désignée en 2018, elle devient la première femme à obtenir ce poste depuis Michèle Cotta en 1981,. Présenté en juin 2019, son projet stratégique Radio France 2022 destiné à moderniser des métiers vers le numérique, la création de podcasts ou d’une offre jeune, vise également un plan d'économie de 60 millions d’euros dans un contexte financier contraint.
En septembre 2018, Alex Vizorek et Charline Vanhoenacker parodient le binôme Sibyle Veil et Guy Lagache, directeur délégué aux antennes et à la stratégie éditoriale de Radio France, dans la websérie Sibyle et Guy,. Selon la chroniqueuse, cette séquence vise à tester la liberté d'expression des humoristes envers la hiérarchie,. Guy Lagache déclare qu'il est habitué à ce type de moquerie et qu'il est avant tout favorable à la liberté d'expression et de la presse.
En 2019, alors qu'elle est présidente de Radio France, l'entreprise refuse la diffusion des spots publicitaires des opposants à la proposition de référendum d'initiative partagée sur les aéroports de Paris. Selon l'analyse d'Arrêt sur images, elle serait intervenue par loyauté envers Emmanuel Macron. Selon la médiatrice de radio France, Radio France n’avait pas refusé de passer un spot publicitaire sur le #RIPADP mais a « émis des réserves » sur la possibilité juridique de diffusion d'une éventuelle campagne de publicité, en raison du cadre très règlementé de publicités autorisées sur les antennes.
Toujours en 2019, Sibyle Veil est confrontée à la baisse de la ressources publiques (moins 20 millions d'euros). Elle lance un grand plan de transformation de l’entreprise avec l’objectif d’économiser 20 millions de charges courantes supplémentaires, intégrant l’augmentation de certaines dépenses, et un investissement de 20 millions d’euros pour le volet numérique. Elle annonce en novembre la mise en œuvre d'un plan d’économies prévoyant un plan de départs volontaires de 299 postes à Radio France (mais avec la création de 76 postes sur la même période) d'ici à 2022. Une grève est lancée par des salariés contre ce plan. Le 8 janvier 2020, en signe de protestation contre ce plan d'économies, le chœur de Radio France interrompt les vœux de la PDG en chantant le Chœur des esclaves de Verdi. Début octobre 2020, un accord est signé avec les syndicats et concerne 340 départs, dont la moitié seront remplacés.
En octobre 2020, elle signe un accord avec la plateforme privée de diffusion audio Deezer pour la diffusion des podcasts de la chaîne, jusqu'alors diffusés publiquement par le site de la chaîne, disant vouloir mieux contrôler la diffusion de ce service public.
En 2021, elle renomme la « Maison de la radio » en « Maison de la radio et de la musique ». La même année, elle lance le programme Égalité 360°, destiné à diversifier les profils.
En janvier 2022, Sibyle Veil annonce que l'application Radio France dépasse le million d'utilisateurs chaque mois.
En février 2022, elle choisit de nommer Adèle Van Reeth à la tête de France Inter pour une prise de fonction à la rentrée 2022.
À la suite d'un rapport sénatorial proposant de fusionner France Télévisions, Radio France, France Médias Monde (RFI et France 24) et l’INA à partir de 2025 dans une société publique unique baptisée France Médias, elle déclare lors d'une interview au Figaro qu'elle n'est pas favorable à cette fusion,.
Lors de la conférence de presse de rentrée des antennes en septembre 2022, Sibyle Veil dévoile le manifeste écologique de Radio France appelé le Tournant. Celui-ci est qualifié par Télérama de « projet ambitieux ».
Toujours en 2022, la présidente - candidate de Radio France, Veil, présente son plan stratégique « Nouvelles Générations »,.

##### Depuis décembre 2022: Second mandat en tant que Présidente Directrice Générale
En décembre 2022, elle est reconduite dans ses fonctions à la tête de Radio France,. Elle est élue à la présidence de Radio France pour un mandat de cinq ans à compter du 16 avril 2023. Parmi les candidatures concurrentes soumises à l'Autorité de régulation de la communication audiovisuelle et numérique (Arcom), celles de Florent Chatain et Maïa Wirgin, secrétaire générale de la Cour des comptes avaient également été retenus pour une nomination prévue au plus tard pour le 16 janvier 2023,.
En octobre 2023, la présidente de Radio France Sibyle Veil et la présidente de France Télévisions Delphine Ernotte annoncent que la chaîne de télévision France 3 et les radios régionales France Bleu seront réunies sous une marque appelée « Ici »,,,.
En novembre 2023, elle adresse un avertissement à Guillaume Meurice pour son sketch à vocation humoristique diffusé sur France Inter,dans lequel il a qualifié Benyamin Netanyahou de « sorte de Nazi, mais sans prépuce ». L'Autorité de régulation de la communication audiovisuelle et numérique (Arcom) adresse le 23 novembre, une mise en garde à Radio France. L'Arcom, précisant avoir « pris connaissance de l’avertissement » adressé par Sibyle Veil à Guillaume Meurice, y estime que « la chronique en cause, dont les risques de répercussions sur la cohésion de notre société ne pouvaient être ignorés, tout particulièrement dans un contexte marqué par la recrudescence des actes à caractère antisémites, a porté atteinte au bon exercice par Radio France de ses missions et à la relation de confiance qu'elle se doit d'entretenir avec l'ensemble de ses auditeurs ». 
Début juin 2024, Guillaume Meurice, est licencié pour « faute grave », bien qu'ayant bénéficié d'un classement sans suite par la justice à la suite d'une plainte de l’Organisation juive européenne (OJE) à propos de ce sketch,. Sibyle Veil explique avoir « pris cette décision pour déloyauté répétée à l'égard de l'entreprise », reprochant « des insinuations non seulement fausses mais gravement préjudiciables à France Inter et à Radio France » à la place du discours d'apaisement demandé.

## Autres fonctions
En 2021, Veil rejoint l’Organisme de gestion collective (OGC).
En avril 2023, elle devient la nouvelle présidente du Comité Radio de l'UER.
En janvier 2019, Sibyle Veil est élue Présidente des Médias Francophones Publics, pour un mandat de deux ans.

## Prix et distinctions
En 2016, Sibyle Veil est nommée dans la catégorie « Finance » des Next Leaders Awards,.
En décembre 2019, elle se voit remettre le prix « Femmes Forbes ».
Elle fait partie des personnes honorées par l'ordre national du Mérite pour leur contribution à la lutte contre le Covid-19.
En 2020, elle reçoit le prix Chevalier de l'ordre national du Mérite.

### Engagements
Elle est membre de la promotion 2018 du programme « Young Leaders » de la France China Foundation.
En avril 2018, elle signe le « manifeste contre le nouvel antisémitisme » paru dans Le Parisien.

## Publications
- Au commencement était l'écoute, Paris, Éditions de l'Observatoire, 2023, 171 p. (ISBN 979-10-329-3156-1)[74].